# Сорешти (Бузау)
Сорешти (рум. Sorești) насеље је у Румунији у округу Бузау у општини Блажани. Oпштина се налази на надморској висини од 319 m.

## Становништво
Према подацима из 2002. године у насељу је живело 346 становника, од којих су сви румунске националности.